# Fabio Regazzi
Fabio Regazzi, né le 22 juin 1962 à Locarno (originaire du même lieu), est un avocat, entrepreneur et homme politique tessinois, membre du Centre.
Il est député du canton du Tessin au Conseil national à partir de fin 2011, puis au Conseil des États depuis fin 2023.

## Biographie
Fabio Regazzi est le fils d'Efrem Regazzi, maire de Gordola pendant 24 ans et député au Grand Conseil du canton du Tessin pendant 16 ans.
Après sa maturité à Ascona, il obtient une licence en droit à l'Université de Zurich en 1988, puis son brevet d'avocat en 1991 et sa patente de notaire en 1992. Il ouvre ensuite un cabinet d'avocat et de notaire à Gordola et Locarno. De juillet 2000 à 2009, il est directeur général de Regazzi SA, entreprise familiale de construction métallique employant plus de 100 personnes, puis président de son conseil d'administration à partir de 2010.
En octobre 2020, il succède à Jean-François Rime à la tête de l'Union suisse des arts et métiers.
Fabio Regazzi a le grade de sergent à l'armée. Il est célibataire et habite à Gordola.

## Parcours politique
Il est membre du Conseil communal (législatif) de Gordola d'avril 1984 à avril 1996, puis accède au Grand Conseil du canton du Tessin, où il siège d'avril 1995 à avril 2011. 
En octobre 2011, il est élu au Conseil national, obtenant le plus grand nombre de suffrages sur la liste de son parti. Il siège notamment à la Commission des transports et des télécommunications (CTT) jusqu'à fin 2019, puis à la Commission de l'économie et des redevances (CER). Il est réélu en 2015, derrière son collègue de parti Marco Romano, puis à nouveau en 2019, où il est le troisième mieux élu du canton.
Il est élu au Conseil des États au second tour des élections fédérales de 2023, derrière l'UDC sortant Marco Chiesa mais devant le libéral-radical Alex Farinelli et la Verte Greta Gysin (respectivement 31 962, 40 549, 29 556 et 27 606 voix). Il y siège au sein de la CER et de la Commission de la politique de sécurité (CPS).

### Autres mandats
Fabio Regazzi est le président de l'Union suisse des arts et métiers depuis 2020.  
Il est président des chasseurs tessinois et vice-président de l'association faîtière ChasseSuisse. 
Il est également membre du conseil d'administration du Hockey Club Lugano depuis 2014 et président du club de basket SAM Massagno depuis 2019,.
Il est aussi président de l'organisation des chargeurs suisses Swiss Shippers depuis 2012 et membre du Conseil de fondation de la fondation Ombudsman de l‘assurance privée et de la Suva.

## Positionnement politique
En 2015, il dépose une initiative visant à introduire une amnistie fiscale, et une autre visant à réduire les peines encourues par les chauffards,.
En 2021, il fait partie du comité tessinois opposé au mariage entre personnes de même sexe.